# ヘルッタ・クーシネン
ヘルッタ・エリナ・クーシネン（フィンランド語: Hertta Elina Kuusinen、1904年2月14日 - 1974年3月18日）は、ソビエト連邦、フィンランドの女性政治家。父は共産主義指導者のオットー・クーシネン。かつてはグレタ・クラフト（Greta Kraft）ならびにアイリス・ペッターソニン（Iris Petterssonin）の偽名を使っていた時期があった。

## 人物・来歴
ルハンカ生まれ。父オットーとともに1922年にソ連へ移り、現地図書館の司書となって1934年まで図書館で働いた。1930年代初頭に現地のフィンランド共産党（SKP）支部に参加。一方で1926年から1934年までコミンテルン国際部に所属。特に1932年から1933年まではドイツに対しての反ファシズムには積極的であった。
レーニン学校へ1930年から入学しており、1932年まで学んだ後に1933年から1934年にかけて同校で教鞭を執っていたが、共産革命を起こすため1934年にフィンランドに帰国した。しかしある事から投獄されてしまい、10年以上にわたり刑務所で過ごした。大戦後、共産主義者としての活動が許可されたことから、ヘルッタは国政に進出することとなった。
第二次世界大戦終結直後に行われた総選挙で人民民主連盟（SKDL）から当選する。1952年から1958年にかけては書記長を務め、その間にSKDLは定数200のエドゥスクンタで50議席を確保する最大勢力となった。1972年に国会議員を引退し、のちにSKPの名誉会長に任命されている。1974年に病気の治療を受ける目的で訪れたモスクワにて没した。遺体は火葬されることとなり ヘルシンキのヒエタニエミ墓地へ埋葬された。

## パーソナル
2007年の総選挙で国民連合党のサウリ・ニーニストに抜かれるまで、総選挙の得票数歴代1位の記録を持っていた。